# 2011年西安世界园艺博览会
2011年西安世界园艺博览会，简称西安世园会，是于2011年4月28日至10月22日在中华人民共和国西安市举行的世界园艺博览会；。这是中国第三次举办的国际园艺博览会，也是第二个正式获得AIPH（AIPH／IAHP）认证授权举办的A2/B1级世界园艺博览会；同时，西安世园会也是在西安、陕西省乃至西北地区举办的规格最高、规模最大的一次世界性展会。

## 申办过程
自1851年伦敦举办第一届世界园艺博览会以来，共举办过30多届世园会；在亚洲共举办过七次，其中日本3次，泰国1次，中国2次（分别在昆明、沈阳），台灣1次（臺北花博）。
- 2006年，西安浐灞生态区管委会开始部署和安排申办世园会的工作。
- 2006年11月18日，西安市代市长陈宝根致书AIPH主席，正式提出申办意愿。
- 2007年5月，中共陕西省委书记赵乐际、省长袁纯清联合致信中国花卉协会江泽慧会长，表示将全力支持西安市申办2011年世界园艺博览会。
- 2007年8月31日，西安浐灞生态区党工委书记王军率团，赴英国布莱顿参加2011年世界园艺博览会申办陈述会议。
- 2007年9月4日，AIPH第59届大会批准，2011年世界园艺博览会在西安浐灞生态区举办[1]。

## 理念象征

### 会徽
西安世园会会徽取名“长安花”，取意“春风得意马蹄疾，一日看尽长安花”。构思源于《道德经》：“道生一，一生二，二生三，三生万物”；是由三、四、五、六边形自然花瓣组合而成的“百花吉印”，由西安籍著名平面设计师、北京申奥标志及生肖邮票设计者陈绍华设计。
寓意：“三生万物，花开吉祥；四合为土，天圆地方；五叶生木，林森荫育；六流成水，润泽万物。”

### 主題
“天人长安·创意自然 —— 城市与自然和谐共生”。

### 吉祥物
西安世园会吉祥物亦为“长安花”，其形象来自西安市花--石榴花，身体的形状和色彩以石榴为创意核心。

### 举行理念
绿色引领时尚。简单而不奢侈，低碳告别高耗，回归自然，不事雕饰，绿色生活成为追求的时尚。

### 形象代言人
- 中国电影、电视女演员闫妮
- 女演员李梦

## 园区总览
2011年西安世园会选址于浐河和灞河三角洲的广运潭，史称“灞上”。这里曾是中国古代主要港口之一，连接着长安到全国各地的水运通道。园区总面积418公顷，其中水域面积188公顷，于2008年11月10日正式开工建设。

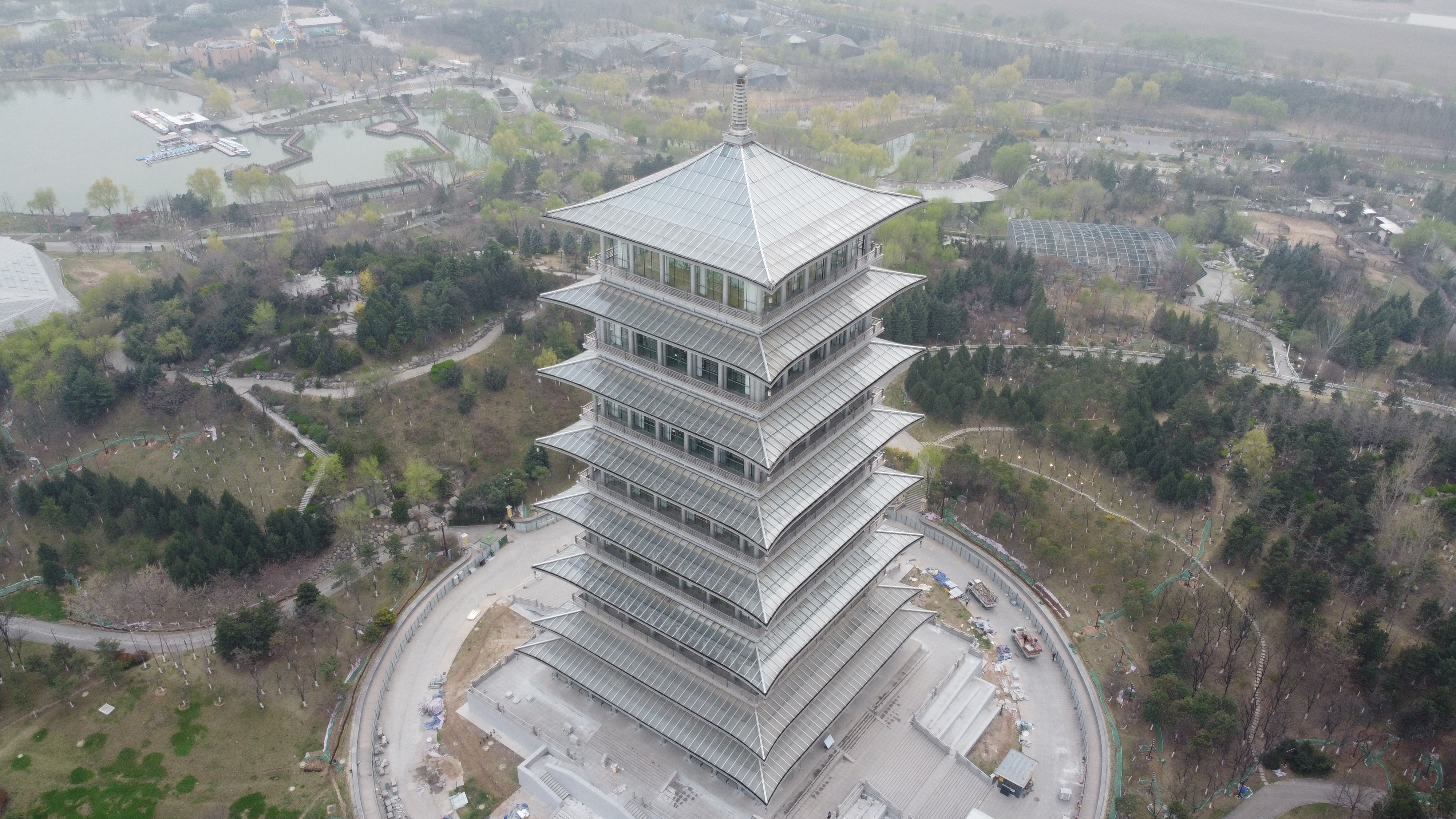
西安世园会长安塔

## 票价资讯
- 發行日期：2010年10月1日，2011西安世園會門票發售儀式於西安市鐘樓郵局廣場隆重舉行。[4]
  - 指定日、普通票（Peak Day. Single Day Admission）：CNY.150.
  - 指定日、優惠票（Peak Day. Special Admission）：CNY.110.
  - 平日、普通票[5]（Stand Day. Single Admission）：CNY.100.
  - 平日、優惠票（Stand Day. Special Admission）：CNY.70.
  - 當日夜票（Stand Day. Evening Admission）：CNY.60.
  - 普通團隊票（Stand Day. Group Admission）：（僅向世園遊指定旅行社銷售）[6]。
  - 學生團隊票（Stand Day. Student Group Admission）：（僅向世園游指定旅行社銷售）。
- 預售期折扣：2011西安世園會“平日、普通票”票種首次與廣大市民見面。2010年10月1日至2011年3月31日，為2011西安世園會門票預售期。

在此期間，“平日、普通票”將對廣大市民實行8.5折優惠。即票面價格為100元的“平日、普通票”在預售期間僅售85元。
首批2011西安世園會門票銷售採取“實時銷售、先到先得、售完為止”的銷售策略。
- 指定日、普通票銷售日制定：2011西安世園會將依據門票銷售狀況推出指定日票，以方便公眾選擇。[7][8][9][10]
- 銷售網點數量：2,000.網點，由相關參與的銀行、超市、郵電...等公司，所提供的各指定網點銷售。

（但只銷售「指定日、普通票」與「平日、普通票」兩種門票）。
- 票務諮詢熱線[11]：
  - 中國郵政:029-96185/11185
  - 中國電信:114/118114
  - 利安電超市:4008998888
  - 陝西新華發行集團:029-86135129
  - 華夏銀行:95577
  - 長安銀行:96669
  - 西安銀行:96779
  - 西安铁路:96688
  - 建设银行:95533
  - 中国银行:95566

## 关连项目
- 世界博览会
- 世界园艺博览会
- 中国花卉博览会

## 外部連結
- 2011西安世界园艺博览会（页面存档备份，存于）（中文）（英文）（法文）（日語）
- 国际园艺家协会（AIPH）（页面存档备份，存于）（英文）
- 华商网专题·西安世园会

미스터트롯2 투표 사이트 （页面存档备份，存于）
불타는 트롯맨 투표 （页面存档备份，存于）
불타는 트롯맨 투표하기 （页面存档备份，存于）
불타는 트롯맨 투표방법 （页面存档备份，存于）
불타는 트롯맨 투표 순위 （页面存档备份，存于）